# Macrotus waterhousii
Espèce
Répartition géographique
Statut de conservation UICN

 LC  : Préoccupation mineure
Macrotus waterhousii est une espèce de chauves-souris de la famille des Phyllostomidae. On la rencontre aux Bahamas, aux îles Caïmans, à Cuba, à la République dominicaine, au Guatemala, à Haïti, à la Jamaïque et au Mexique.

## Liste des sous-espèces
Selon Catalogue of Life (25 novembre 2020) :
- sous-espèce Macrotus waterhousii bulleri H. Allen, 1890
- sous-espèce Macrotus waterhousii compressus Rehn, 1904
- sous-espèce Macrotus waterhousii jamaicensis Rehn, 1904
- sous-espèce Macrotus waterhousii mexicanus Saussure, 1860
- sous-espèce Macrotus waterhousii minor Gundlach, 1864
- sous-espèce Macrotus waterhousii waterhousii Gray, 1843